# Wortelpaal
Een wortelpaal is een basaltzuil van ongeveer 1 meter lang, die het eind van een kribconstructie markeert en samen met een kribbaken de locatie en de oriëntatie ten opzichte van de rivieras bepaalt. Een rivierkrib sluit met zijn worteleind aan op de hogergelegen uiterwaard. De wortelpaal markeert de begrenzing van de oorspronkelijk aangebrachte bestorting of steenzetting. 
Oorspronkelijk werd gekozen voor basalt; mogelijk dat latere "gesneuvelde" of verdwenen exemplaren werden vervangen door betonzuilen. Door allerlei oorzaken (landbouwactiviteiten, vandalisme, stroming tijdens hoog water, bijstorten in verband met dreigende achterloopsheid etc.) kan het niet meer duidelijk zijn, waar de oorspronkelijk aangelegde krib eindigde, tenzij de wortelpaal wel intact is gebleven. Door zijn grotere lengte spoelt hij niet direct weg en is niet makkelijk te verwijderen. 
De exacte locatie van de wortelpaal werd in het verleden ingemeten in een stelsel van meetlijnen dat in de uiterwaard werd onderhouden. Dit stelsel  was weer vastgelegd aan het rijksdriehoeknet, zodat herstel van eventueel verloren of in onbruik geraakte meetlijnen altijd mogelijk was. Deze meetlijnen werden gebruikt bij onderhoud, renovatie, aanleg van nieuwe werken en te verlenen vergunningen. Door de beschikbaarheid van gps (zeker als de grotere nauwkeurigheid van het (Europese?) systeem is bereikt) verliest de wortelpaal zijn nuttige rol vanaf het moment dat de kribconstructies in plaats en richting zijn vastgelegd in bestanden die toegankelijk zijn voor al degenen die zich met genoemde taken bezighouden.